# Рокировка (фильм)
«Рокировка» — российский кинофильм 2004 года по роману Дмитрия Петрова.

## Сюжет
После окончания института жизнь раскидала трёх лучших друзей Игоря (Сергей Шнырёв), Михаила (Тимофей Фёдоров) и Андриса Лемика (Олег Макаров) в разные города и страны.
Проходит восемь лет. Самым успешным из них становится Игорь Березин — он руководит крупной компанией.
Казалось молодой предприниматель добился всего, что хотел в жизни — у него красавица жена (Мария Глазкова), любимая работа, шикарная квартира, загородный дом.
Но тут в родной город возвращается Михаил — старый друг Игоря. Окончив вуз с красным дипломом, он мечтал сделать головокружительную карьеру, но всё обернулось крахом. Все его авантюры закончились огромными долгами. Помня о «настоящей мужской дружбе», Игорь берёт Михаила на работу, даёт ему высокую должность и квартиру. Но тому всё мало. Завистливый и беспринципный, он задумывает хитроумный план, как осуществить рокировку и занять место Игоря… А помочь ему в этом должна будет лучшая подруга Людмилы Наташа (Юлия Пивень).
Убийство родной сестры Игоря, соблазнение его самого бывшей подругой Наташей, подстава жены в постели с чужим мужчиной
— это звенья одной цепи чудовищного плана Михаила. Любовница, быстро ставшая второй женой, предаёт Игоря, и его самого лучший друг сбрасывает в пропасть.
Один в чужой стране, без документов, без денег, да ещё с изуродованным лицом, он начинает постепенно осознавать, что с ним произошло.
Сделав пластическую операцию, он возвращается …
«Рокировка» — история настоящей мужской дружбы и настоящей ненависти, в которой зависти противостоит верность, а от смерти спасает только истинная любовь.

## В ролях
| Актёр            | Роль                                            |
| ---------------- | ----------------------------------------------- |
| Сергей Шнырёв    | Игорь Березин                                   |
| Мария Глазкова   | Людмила (жена Игоря)                            |
| Тимофей Фёдоров  | Михаил Аскольдов («друг» Игоря)                 |
| Юлия Пивень      | Наташа (любовница Игоря, затем его вторая жена) |
| Олег Макаров     | Андрис Лемик (друг Игоря, эстонец)              |
| Ирина Сотикова   | Маша (сестра Игоря)                             |
| Сергей Варчук    | следователь Воронин                             |
| Ольга Спиркина   | Ирина Эдуардовна (пластический хирург)          |
| Анатолий Чижиков |                                                 |
| Борис Миронов    | Семён (бармен вагона-ресторана)                 |
| Раиса Рязанова   | главбух Полина Георгиевна                       |
| Ирина Бразговка  |                                                 |
| Эдуард Флёров    | директор вагона-ресторана, сообщник Михаила     |

## Съёмочная группа
- Режиссёры: Тимофей Фёдоров, Владимир Кононенко, Милиана Черкасова
- Сценаристы: Анатолий Чижиков, Борис Дуров, Евгений Таганов
- Оператор: Владимир Кононенко
- Композитор: Евгений Дога
- Художник: Владислав Травинский
- Продюсеры: Сергей Куликов, Валерий Оня

## Дополнительная информация
- Премьера сериала «Рокировка» состоялась 15 марта 2004 года на канале НТВ[1].
- Производство: «Фаворит-фильм»
- Год выпуска: 2004
- Серий: 8